# Buldan (district)
Buldan is een Turks district in de provincie Denizli en telt 27.380 inwoners (2007). Het district heeft een oppervlakte van 508,01 km².
De bevolkingsontwikkeling van het district is weergegeven in onderstaande tabel.
| 1997   | 2000   | 2007   |
| ------ | ------ | ------ |
| 26.565 | 26.994 | 27.380 |